# Жовта карликовість ячменю
Жовта карликовість ячменю — хвороба рослин, що спричиняється вірусом жовтої карликовості ячменю (BYDV), і є найпоширенішою вірусною хворобою зернових культур. Вражає економічно важливі види культур — ячмінь, овес, пшеницю, кукурудзу, тритікале та рис.

## Класифікація вірусів
Віруси жовтої карликовості ячменю містять геноми з рибонуклеїнової кислоти (РНК). Визнано сім видів вірусу жовтої карликовості ячменю, класифікованих таким чином:
- Царство: Orthornavirae
  - Відділ: Kitrinoviricota
    - Клас: Tolucaviricetes
      - Ряд: Tolivirales
        - Родина: Tombusviridae
          - Рід: Luteovirus
            - Barley yellow dwarf virus kerII
            - Barley yellow dwarf virus kerIII
            - Barley yellow dwarf virus MAV
            - Barley yellow dwarf virus PAS
            - Barley yellow dwarf virus SGV

  - Відділ: Pisuviricota
    - Клас: Pisoniviricetes
      - Ряд: Sobelivirales
        - Родина: Solemoviridae
          - Рід: incertae sedis
            - Barley yellow dwarf virus GPV
            - Barley yellow dwarf virus SGV

## Патологія

### Передача
Вірус зберігається в ґрунтовому грибі Polymyxa graminis, який є переносником захворювання. Передається вірус через попелиць. Після попадання вірусу в організм попелиці, тварина заразна понад 20 днів. Вірус передається рослинам під час живлення попелиць. Він передається на флоему рослин і розмножується. Щоб виявити зараження вірусом, проводять тест ELISA на соку листя. Вірус передається не менше 23 видами попелиць. Зберігається в зимуючих рослинах.

### Симптоми
Симптоми жовтої карликовості ячменю різноманітні і в той же час мінливі, що може вказувати на інші захворювання або нестачу поживних речовин. Симптоми цього захворювання характеризуються двома симптомами: пригніченням росту та зміною кольору листя, колір якого залежить від виду рослини. Листя вівса забарвлюються в амарантовий колір, у пшениці — у червоний, у жита — у іржавий, у тритикале та ячменю — у жовтий. Хвороба спочатку проявляється на кінчиках листя, потім симптоми поширюються на листову оболонку. Частина листкової пластинки, зосереджена поблизу центральної жилки, залишається зеленою найдовше, а також наймолодше листя, яке часто не змінює кольору. Уражені рослини нижчі за здорові (це найбільше помітно на ячмені), характеризуються зміненим габітусом і жорсткістю листя.